# NGC 3803
NGC 3803 est une galaxie elliptique naine située dans la constellation du Lion. Sa vitesse par rapport au fond diffus cosmologique est de 3 916 ± 24 km/s, ce qui correspond à une distance de Hubble de 57,8 ± 4,1 Mpc (∼189 millions d'al). NGC 3803 a été découverte par l'astronome irlandais R. J. Mitchell en 1856.

## Caractéristiques

### Distance
Sa vitesse par rapport au fond diffus cosmologique est de 3 916 ± 24 km/s, ce qui correspond à une distance de Hubble de 57,8 ± 4,1 Mpc (∼189 millions d'al).

### Classification
La classification de cette galaxie est incertaine. La base de données NASA/IPAC ne l'indique pas et celle d'HyperLeda indique qu'il s'agit d'une spirale barrée, mais aucun bras ni barre ne sont visibles sur l'image un peu floue de l'étude SDSS. La classification de galaxie elliptique par le professeur Seligman et par Wolfgang Steinicke semble mieux s'appliquer à cette galaxie.